# Georg Mayer (Politiker, 1973)

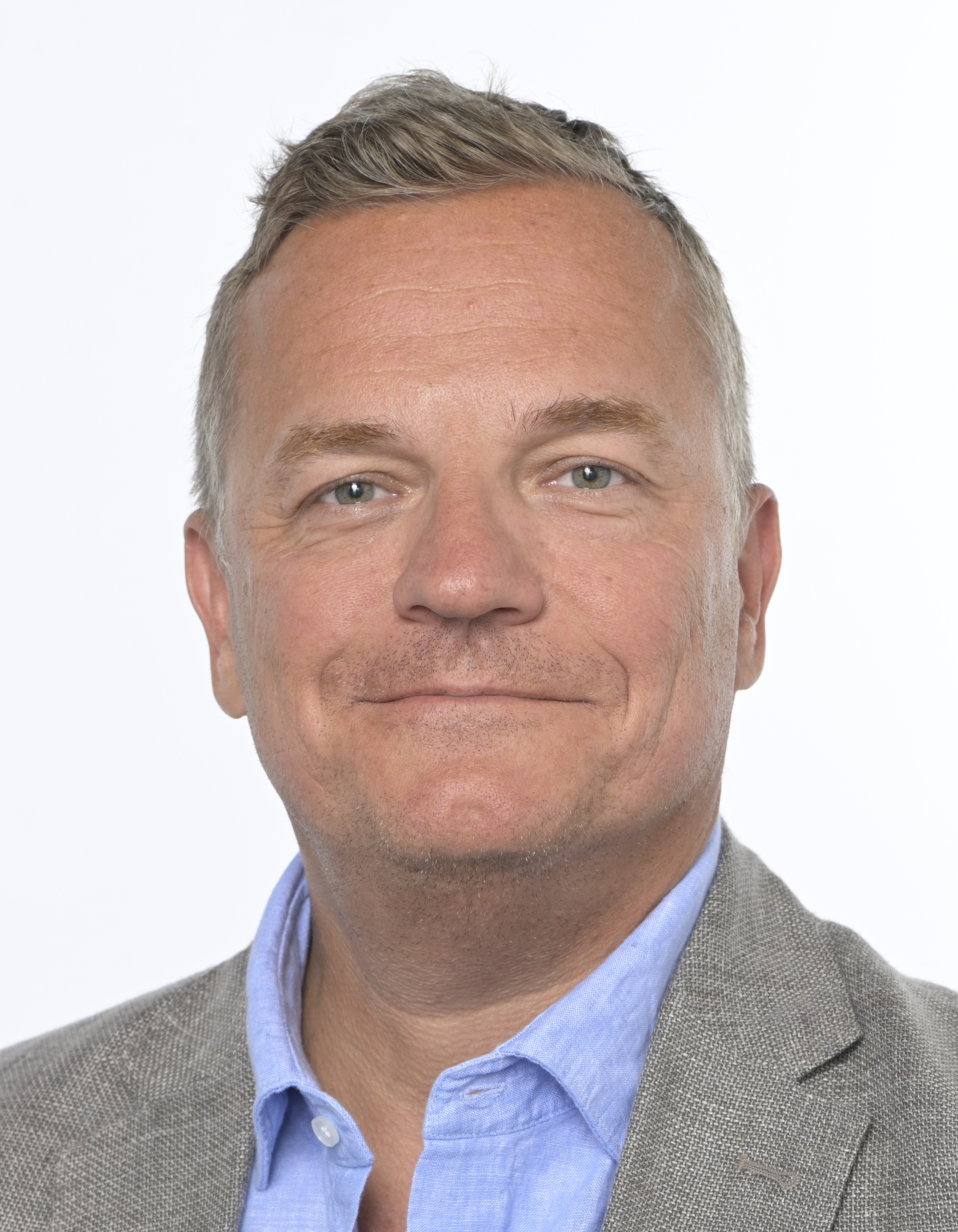
Georg Mayer (2024)

Georg Mayer (* 12. Oktober 1973 in Feldbach, Steiermark) ist ein österreichischer Politiker (FPÖ). Er gehörte von 2010 bis 2014 dem Steiermärkischen Landtag an und bekleidete zudem die Funktion des Klubobmanns. Am 1. Juli 2014 wurde er als Mitglied des Europäischen Parlaments vereidigt.

## Leben
Nach der Matura im Jahr 1995 studierte Mayer Betriebswirtschaftslehre und Rechtswissenschaften an der Karl-Franzens-Universität in Graz. 2001 spondierte er zum Mag. iur., zwei Jahre später schloss er das Doktoratsstudium der Rechtswissenschaften ab. 2005 nahm er das Studium für Internationales und Europäisches Wirtschaftsrecht an der Hochschule St. Gallen (Schweiz) auf, das er im Jahr 2007 mit dem akademischen Grad M.B.L.-HSG beendete. Während seines Studiums wurde er Mitglied des Akademischen Corps Vandalia zu Graz, einer pflichtschlagenden Studentenverbindung.
Nach Abschluss seines Diplomstudiums war Mayer mehrere Monate Mitarbeiter im Büro des parteifreien Justizministers Dieter Böhmdorfer, ehe er im Juni 2002 ins Bundesministerium für soziale Sicherheit und Generationen von Staatssekretärin Ursula Haubner wechselte. Im Jänner 2005 wurde er Referent von Landeshauptmann-Stellvertreter Leopold Schöggl. Vom Herbst 2005 bis 2007 war er als Verwaltungsjurist im Land Steiermark, von 2007 bis 2009 als Generalsekretär der europäischen Rechtsfraktion ITS im Europaparlament tätig. Von 2009 bis zu seiner Wahl in den Landtag Steiermark kehrte Mayer wieder in den Landesdienst zurück. Georg Mayer ist verheiratet und wohnt in Kitzeck im Sausal.

## Politische Laufbahn

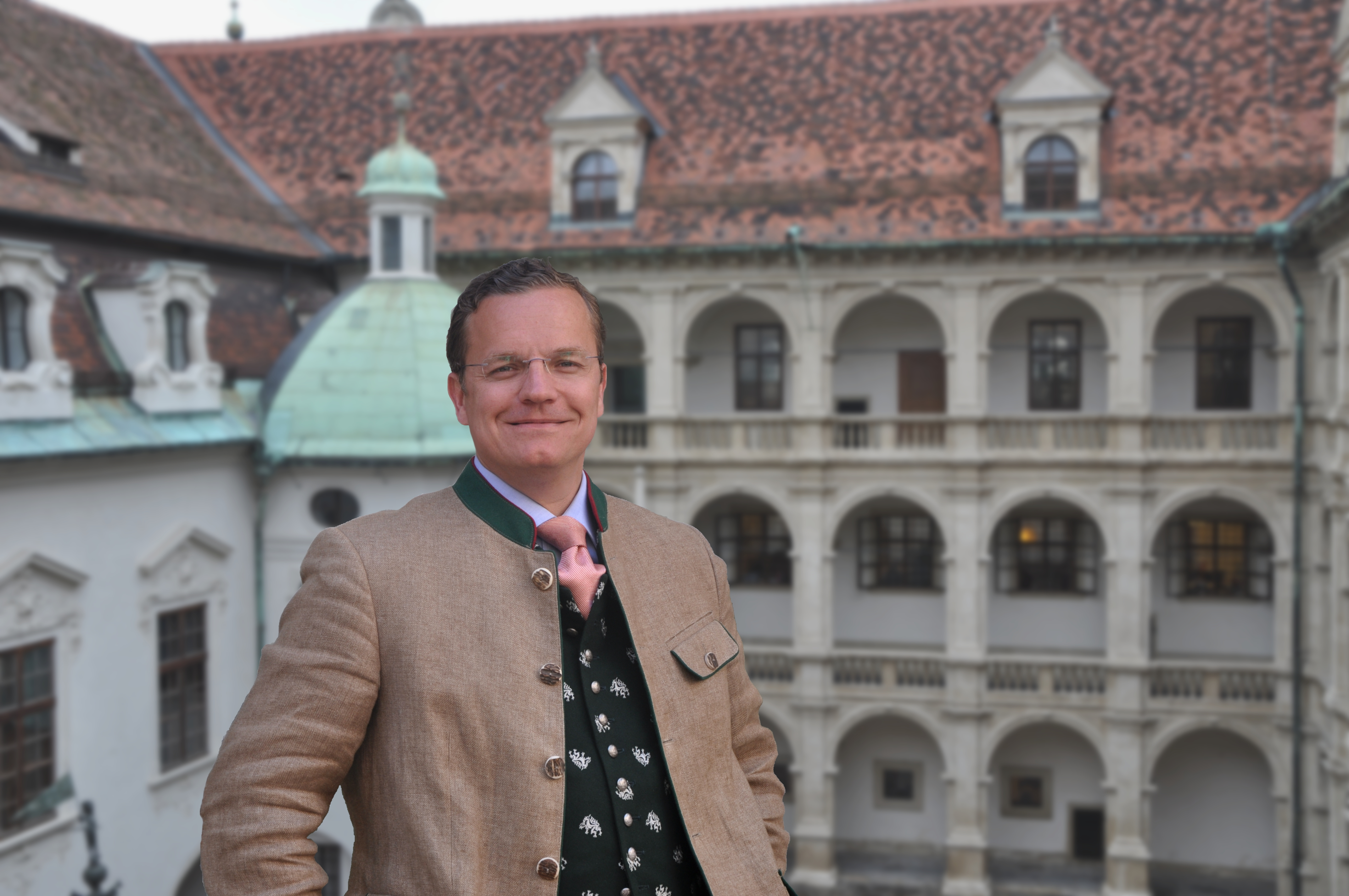
Georg Mayer (2013)

Mayer begann seine politische Laufbahn 1991 im Ring Freiheitlicher Jugend und war Bezirksobmann des RFJ-Feldbach sowie RFJ-Landesvorstandsmitglied. 2005 wurde er Ortsparteiobmann der FPÖ-Feldbach und vertrat diese von 2005 bis 2010 im örtlichen Gemeinderat. Im Oktober 2009 wurde er zum Landesgeschäftsführer der FPÖ-Steiermark bestellt, seit diesem Zeitpunkt ist er Mitglied des Landesparteipräsidiums. Nach dem Einzug der FPÖ in das steirische Landesparlament bei der Landtagswahl 2010 wurde Mayer von den freiheitlichen Abgeordneten zum Klubobmann gewählt.
Seit 2014 und nach Wiederwahl im Jahr 2019 ist Mayer Mitglied des Europäischen Parlaments. Auch 2024 wurde er wiedergewählt.